# ロバと王女
『ロバと王女』（ロバとおうじょ、Peau d'Âne、英題：Donkey Skin、Once Upon a Time、The Magic Donkey）は、1970年のフランスのミュージカル映画。監督はジャック・ドゥミ、出演はカトリーヌ・ドヌーブとジャン・マレーなど、音楽はミシェル・ルグラン。娘である王女との結婚を望んだ王の物語であるシャルル・ペロー作の童話『ロバの皮』を原作とする。フランス国内の観客動員数は219万8576人にのぼり、ドゥミ最大のヒット作となった。

## ストーリー
王は、いまわの際の王妃の遺言で、王妃と同等の美貌と美徳を兼ね備えた女性としか結婚しないと誓った。王妃の死後、再婚して世継ぎをもうけるべきとの勧めを受けた王は、亡き王妃との約束を守るためには自身の娘である王女と結婚するしかないという結論に至る。自分との結婚をあきらめさせるため、王女は名付け親であるリラの妖精の助言を受けて到底実現不可能な無理難題を王に対して突き付ける。しかし、王はその要求どおりに空の色、月の色、太陽の色のドレスを婚礼の贈り物として与え、ついには王国の富の源であった宝石のフンをするロバを殺してその皮までをも王女に贈った。近親婚を避けるため、王女はロバの皮を身にまとって王国を脱出する。
「ロバの皮」を身にまとった王女は、ある国で豚飼いとして雇われることになった。その国の王子が森小屋にいる王女を目にして、恋に落ちる。恋の病にかかった王子は、病床から「ロバの皮」に自分が健康を取り戻せるようにお菓子を作ってくれるよう頼む。王女はケーキの中に自分の指輪を入れて焼き、それを発見した王子は自分の恋心が報いられたことを知る。そして、その指輪がぴったりと合う女性と結婚すると宣言する。
王国中の娘城に集められ、高貴な者から順々に指輪が合うか試していった。最後に残ったのが卑しい「ロバの皮」であったが、その指には指輪がぴったりとはまり、王女の身分も明らかになる。王子と王女の結婚式にはリラの妖精と王女の父である王もかけつけ自分たちの結婚も宣言する。

## キャスト
※括弧内はDVDに収録された日本語吹替
- 王妃/王女«ロバの皮»: カトリーヌ・ドヌーブ(歌 アン・ジェルマン)（甲斐田裕子）
- 王様: ジャン・マレー（沢木郁也）
- 王子: ジャック・ペラン(歌 ジャック・ルヴォー)（桐本琢也）
- 赤の国の王妃: ミシュリーヌ・プレール（唐沢潤）
- リラの妖精: デルフィーヌ・セイリグ(歌 クリスチャンヌ・ルグラン)
- 赤の国の王: フェルナン・ルドゥー
- 医者: アンリ・クレミュー（フランス語版）
- 大臣: サッシャ・ピトエフ（フランス語版）
- ティボー: ピエール・レップ（フランス語版）
- ナレーター: ジャン・セルヴェ
- 学者: ジョルジュ・アデ（フランス語版）
- ニコレット: アニック・ベルジェ（フランス語版）
- 老婆: ルイーズ・シュバリエ（フランス語版）
- ゴドフロワ: シルヴァン・コルテ
- 声: ジャック・ドゥミ、ミシェル・ルグラン

## 製作
ジャック・ドゥミは子供のころに読んだシャルル・ペローの童話に魅了され、1962年ころから映画の脚本の執筆に着手している。制作に必要な融資を受けるためカトリーヌ・ドヌーブのキャスト入りが決まった:40。ジャン・マレーがキャスティングされていること、城の石像を実際の俳優が演じていること、スローモーションやリバースモーションといった撮影技法の使用など、ジャン・コクトー監督による1946年の映画『美女と野獣』にちなんだ要素が数多く存在している:44。

## 使用機材
シュド・エスト SE.3130 アルエット II